# Fien de la Mar

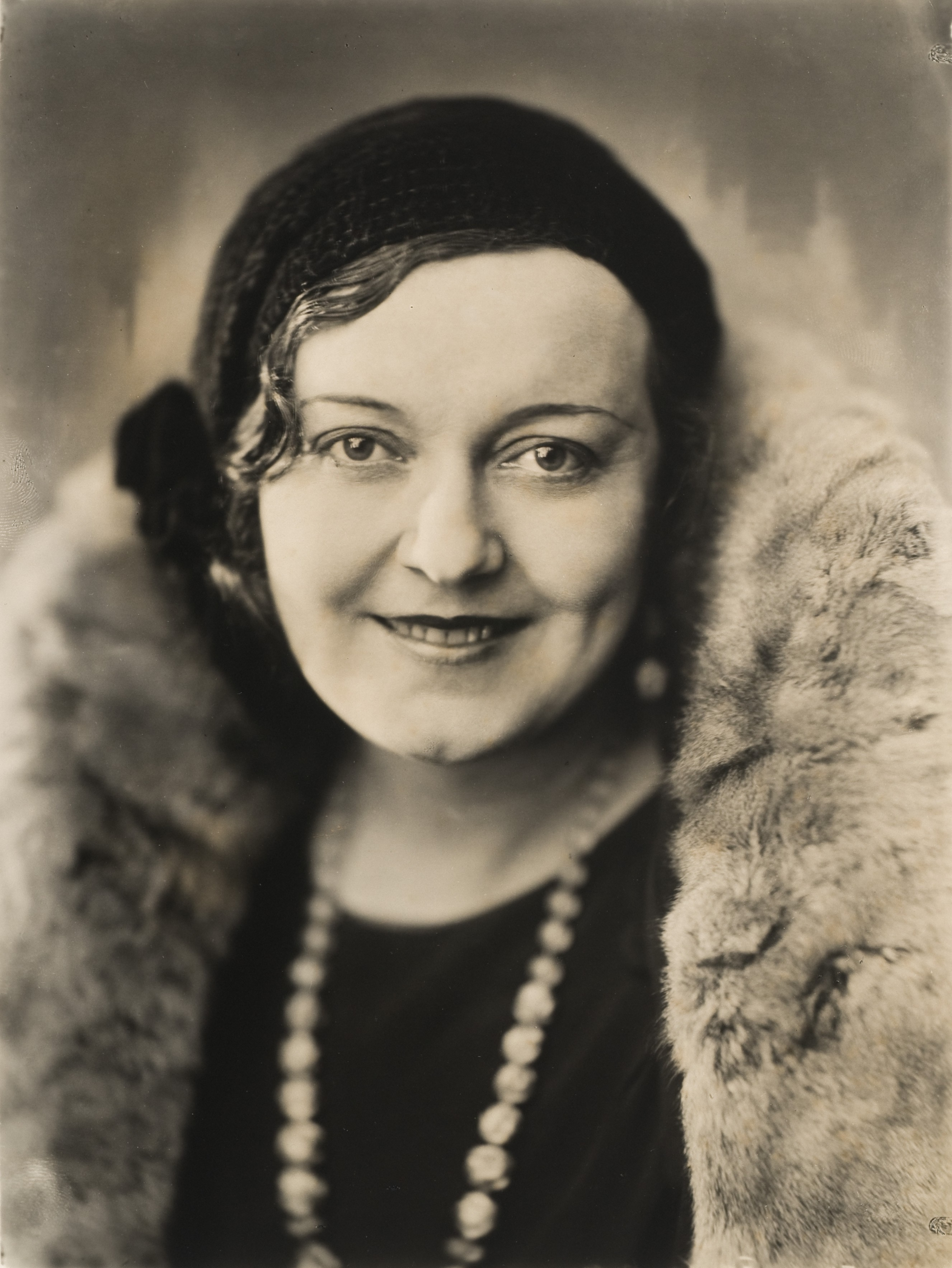
Fien de la Mar (vor 1942)

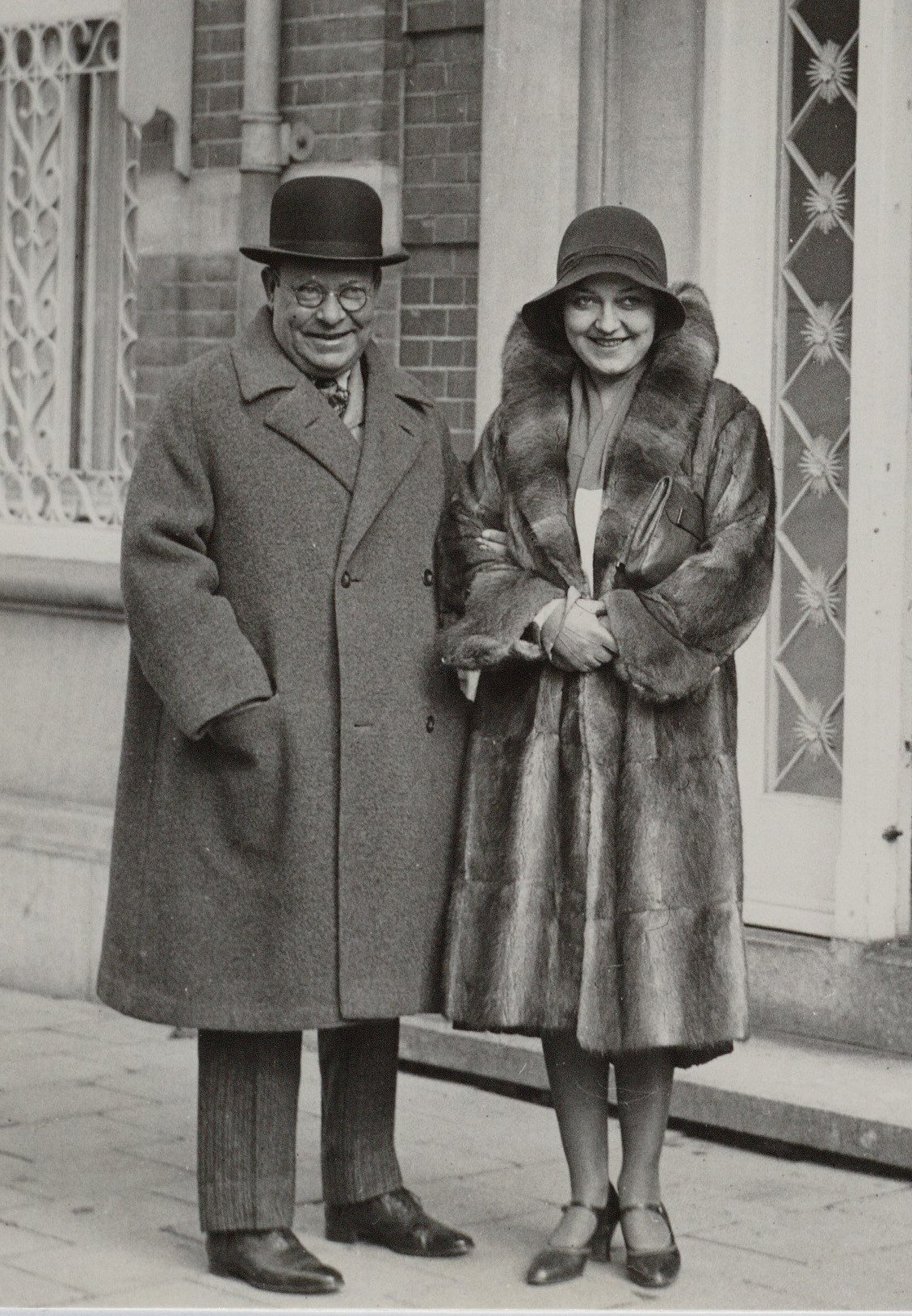
Fien mit ihrem Vater Nap (1930)

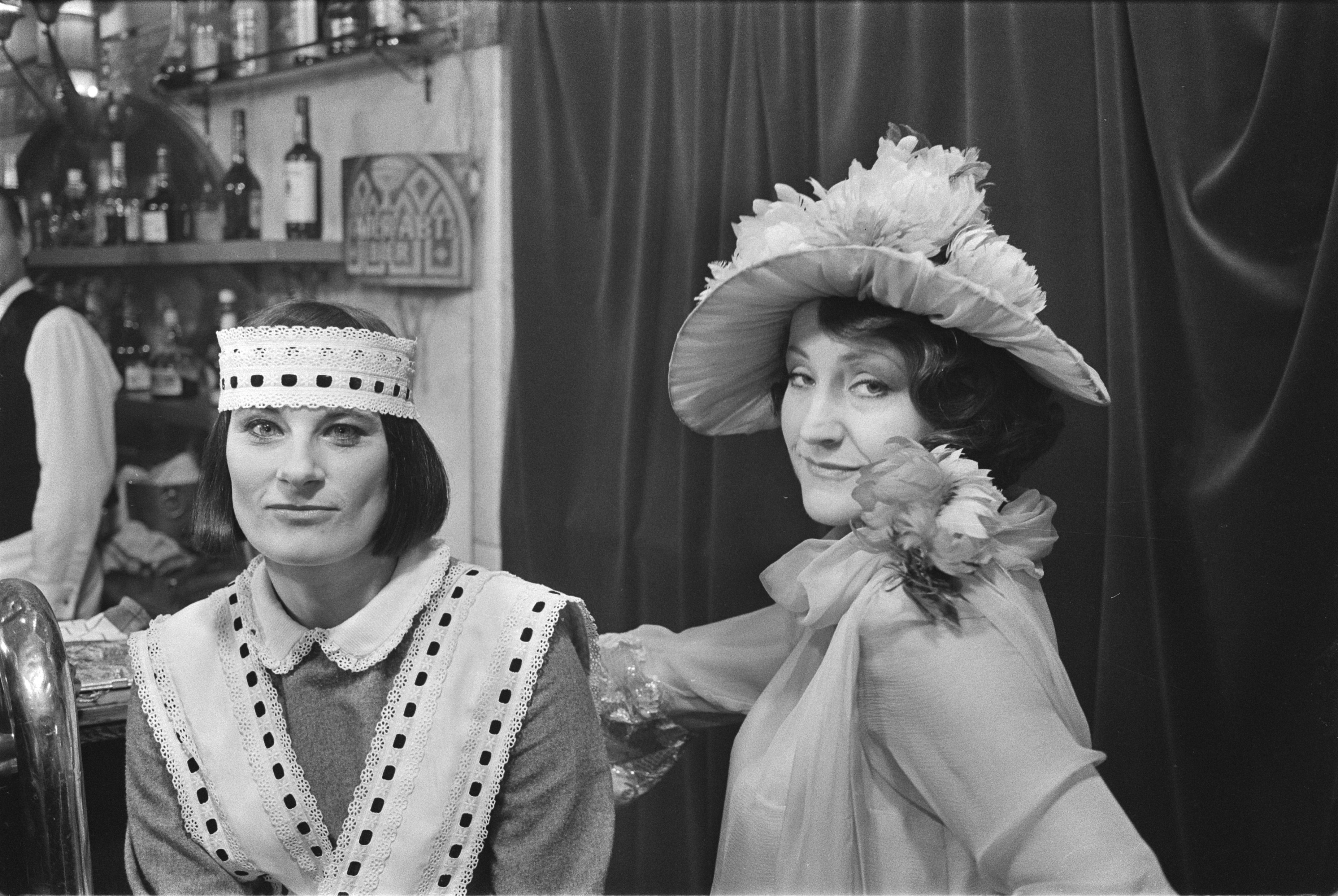
Fien (r.) gespielt von Jasperina de Jong während einer TV-Aufnahme im Jahre 1984

Josephina Johanna „Fien“ de la Mar (* 2. Januar 1898 in Amsterdam; † 23. April 1965 ebenda) war eine niederländische Schauspielerin und Chanteuse. Sie gilt als eine der wenigen niederländischen „Diven“.

## Biographie
Fien de la Mar war die Tochter der Schauspielerin Clasina Margaretha Klopper und des Schauspielers und Regisseurs Napoleon Christiaan de la Mar, genannt Nap. Die Familie de la Mar war jüdisch-sephardisch und stammte ursprünglich aus Marokko; der Vorfahre Masahod war Botschafter des Königs gewesen und hatte sich 1775 in Amsterdam niedergelassen.
Der Großvater Charles de la Mar war ein großer Bewunderer von Napoleon Bonaparte, weshalb er seinen Sohn nach diesem benannte, dieser wiederum gab seiner Tochter den Vornamen von Bonapartes erster Ehefrau Joséphine de Beauharnais. Da die Eltern beruflich viel unterwegs waren, wuchs Fien hauptsächlich bei ihren Großeltern und ihren Tanten mütterlicherseits auf. Sie erhielt Unterricht in Gesang, Tanz und im Klavierspiel.
Wenige Monate vor Abschluss der Hogereburgerschool brach Fien de la Mar die Schule ab, um fortan auf der Bühne zu stehen. Sie wurde zunächst unter dem Vornamen „Fientje“ bekannt, bis sie nach ab 1945 nicht mehr so genannt werden wollte. 1916 hatte sie gemeinsam mit Louis Davids einen ihrer ersten Auftritte in der Revue Had je me maar und mit ihren Eltern in der eigens für sie geschriebenen Operette Madorah. In den folgenden Jahren spielte sie unter anderem in Pygmalion von George Bernard Shaw (1928) mit ihrem Vater in der Rolle des Doolittle, in Das Grab des unbekannten Soldaten von Paul Raynal (1928) und in Minna von Barnhelm von Lessing. Sie zeigte ihre Vielseitigkeit, indem sie als Chanteuse auftrat und Chansons auch auf Französisch und Englisch sang, „mit dem besonderen Reiz einer wahren Diva“. Ab den 1930er Jahren spielte sie in acht der 37 niederländischen Vorkriegs-Spielfilmen eine Hauptrolle und wurde einem breiteren Publikum bekannt. Der von ihr verehrte Vater Nap de la Mar starb am 4. Juli 1930 im Alter von 52 Jahren in einer psychiatrischen Einrichtung in Den Dolder.
Fien de la Mar lebte exzessiv: Sie hatte Probleme mit Alkohol und wechselte häufig ihre Liebhaber. Sie galt als unberechenbar und verwöhnt, sie beleidigte und schlug Kolleginnen und Kollegen. Obwohl ihre Schönheit und ihr Können immer wieder hervorgehoben wurden, war sie von Selbstzweifeln geplagt und konnte Komplimente nicht annehmen. Einer ihrer Liebhaber beschrieb sie als „sehnsüchtiges, nervöses Mädchen“, das nicht Sex gesucht habe, sondern Bestätigung. 1941 heiratete sie den Architekten Pieter Hermanus Groussow, mit dem sie schon mehrere Jahre zusammengelebt hatte; die Ehe verlieh ihr Stabilität, blieb aber kinderlos. Obwohl Fien de la Mar weiterhin Liebhaber gehabt haben und auch ihr Mann nicht treu gewesen sein soll, galt die Ehe als glücklich.
1940 drehte de la Mar ihren letzten Film: Ergens in Nederland neben Lily Bouwmeester und Jan de Hartog. 1943 weigerte sie sich, der Nederlandsche Kultuurkamer (analog der Reichskulturkammer) beizutreten und durfte daher während der Besetzungszeit durch die Deutschen nicht in ihrem Beruf arbeiten. Ihr Großvater Charles war mit einer Nicht-Jüdin verheiratet gewesen, weshalb Fien de la Mar nur einen jüdischen Großelternteil und deshalb von den NS-Behörden nichts wegen ihrer Herkunft zu befürchten hatte.
Nach dem Ende der Besatzungszeit hatte Fien de la Mar wieder Erfolg als Schauspielerin und Chanteuse. 1947 eröffneten sie und ihr Mann in Amsterdam das eigene Theater De la Mar nahe dem Leidseplein, benannt nach ihrem Vater Nap(oleon) de la Mar. Das Theater befand sich in der ehemals ausgebrannten Nieuwe Spieghelschool in der Marnixstraat, die Groussow hatte umbauen lassen. Während der Besetzung durch die Deutschen befand sich in dem Gebäude ein Arbeitsbüro, das von niederländischen Widerständlern in die Luft gejagt worden war, die zudem fünf Mitarbeiter töteten. Aus Vergeltung wurden am 6. Januar 1945 fünf Niederländer von den Deutschen vor dem ausgebrannten Gebäude hingerichtet, weshalb 1947 davor ein Mahnmal angebracht wurde.
Das Theater wurde ein finanzieller Misserfolg, de la Mar bezeichnete es als „Debakel“. 1952 wurde es von Wim Sonneveld übernommen, der das Theater in Nieuwe de la Mar Theater umbenannte. Fien de la Mar war tief enttäuscht und zog sich von der Bühne zurück: „Ich wollte nur noch mit meinem Mann alt werden.“ Jahrelang weigerte sie sich, das Theater nochmals zu betreten. Die Eheleute verbrachten ihre Tage nun zunehmend gemeinsam an den Theken von Künstlerkneipen wie dem Café Schiller am Rembrandtplein.
1957 starb Pieter Groussouw, der Fien de la Mar immer Halt gegeben hatte. Seine Witwe unternahm daraufhin einen erfolglosen Suizid-Versuch, indem sie sich die Pulsadern aufschnitt und den Gashahn aufdrehte. Sie wurde in eine psychiatrische Klinik eingewiesen und behielt eine gelähmte Hand zurück. Auf die Frage, warum sie das gemacht habe, antwortete sie „Wegen allem“. Ungeachtet ihrer schweren Depressionen arbeitete sie hin und wieder auf Initiative von Kollegen als Schauspielerin, nun auch im Fernsehen. Sie sprach dem Alkohol wieder übermäßig zu und rief ihre Freunde zu jeder Tages- und Nachzeit an, um lange Monologe zu halten. Das ging so weit, dass ihre Freunde die Telefongesellschaft baten, ihren Anschluss zu sperren, woraufhin sie ihre gefürchteten Anrufe von Telefonzellen aus tätigte. Eine Kollegin sagte später: „Dass eine so großartige Person so tief sinken kann. Das wünscht man seinem schlimmsten Feind nicht.“ Am 18. April 1965, Ostermontag, stürzte sie sich aus dem Fenster ihrer Wohnung und starb kurz darauf an den Folgen. Neben ihrem Mann Piet liegt sie auf dem Amsterdamer Friedhof Zorgvlied begraben. Der Journalist Jan Willem Hofstra schrieb nach ihrem Tod: „Sie besaß alle Talente, außer dem, glücklich zu sein.“

## Erinnerung
Das Filmmuseum Amsterdam bezeichnet de la Mar als een van de weinige echte Nederlandse diva’s.
1970 drehte Wim Ibo die Fernsehdokumentation Namen die je nooit vergeet über Fien de la Mar mit Zeitzeugenberichten ihrer ehemaligen Kolleginnen und Kollegen. 1972 erschien ihre Biografie von Jenny Pisuisse, auf deren Basis das Musical Fien entstand. Die musikalische Geschichte dreht sich um die unzähligen Telefonmonologe von Fien de la Mar in ihren letzten Lebensjahren. Es wurde 1985 als vierteilige Serie im Fernsehen gezeigt. 2016 erschien eine weitere Dokumentation mit dem Titel Ik wil gelukkig zijn (Ich will glücklich sein) von Annette Apon.
In Amsterdam ist eine Straße nach ihr benannt.

## Filmografie
- 1933: Hollandsch Hollywood (Kurzfilm)
- 1934: Die bleiche Bet (Bleeke Bet)
- 1934: Die drei Matrosen (De jantjes)
- 1935: Op Stap
- 1935: Het leven is niet zo kwaad
- 1935: De Big van het Regiment
- 1936: Klokslag Twaalf
- 1939: De Spooktrein
- 1940: Ergens in Nederland